# Farbauti
Farbauti er den midlertidige betegnelse for en af planeten Saturns måner: Den blev opdaget den 4. maj 2005 ved hjælp af observationer som et hold astronomer fra Hawaiis Universitet under ledelse af Scott S. Sheppard havde foretaget i tiden fra 12. december 2004 til 9. marts året efter.
Farbauti har retrograd omløb, hvilket populært sagt betyder at den kredser "den gale vej" rundt om Saturn.
| Naturvidenskab | Spire Denne naturvidenskabsartikel er en spire som bør udbygges. Du er velkommen til at hjælpe Wikipedia ved at udvide den. |